# Ismael Lejarreta
Ismael Lejarreta Arrizabalaga (Berriz, 11 giugno 1953) è un ex ciclista su strada spagnolo di origine basca.
Professionista dal 1977 al 1985, ha un fratello minore, Marino, anch'egli corridore professionista negli anni ottanta.

## Palmarès
- 1978 (KAS, due vittorie)

Gran Premio de Llodio
1ª tappa Vuelta a La Rioja
- 1980 (Teka, una vittoria)

Prueba Villafranca de Ordizia
- 1982 (Teka, quattro vittorie)

5ª tappa Volta Ciclista a Catalunya (El Pont de Suert > Manresa)
4ª tappa Vuelta a Asturias
Prologo Vuelta a Cantabria
Classifica generale Vuelta a Cantabria

## Piazzamenti

### Grandi Giri
- Giro d'Italia

1983: 28º
- Tour de France

1980: 24º
1981: 64º
1982: 57º
- Vuelta a España

1977: 16º
1979: 21º
1981: ritirato
1982: 19º
1983: 30º

### Classiche monumento
- Milano-Sanremo

1977: 64º
1978: 26º
- Giro di Lombardia

1983: 34º

### Competizioni mondiali
- Campionati del mondo su strada

Praga 1981 - In linea: 16º
Goodwood 1982 - In linea: 50º